# Do diesis minore

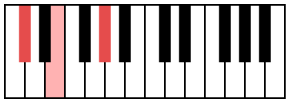
L'accordo di do diesis minore (triade) è composto da Do♯, Mi, Sol♯.

La tonalità di Do diesis minore (C-sharp minor, cis-Moll) è incentrata sulla nota tonica Do diesis. Può essere abbreviata in Do♯m oppure C♯m.
Per la scala minore naturale del do diesis, si hanno:
Do♯, Re♯, Mi, Fa♯, Sol♯, La, Si, Do♯.
L'armatura di chiave è la seguente (quattro diesis):
```

Alterazioni
 (da sinistra a destra): 
fa♯, do♯, sol♯, re♯.
```

Questa rappresentazione sul pentagramma coincide con quella della tonalità relativa Mi maggiore.